# Betty Lennox
Betty Bernice Lennox (ur. 4 grudnia 1976 w Oklahoma City) – amerykańska koszykarka występująca na pozycjach rozgrywającej oraz rzucającej, po zakończeniu kariery zawodniczej trenerka koszykarska.

## Osiągnięcia
Na podstawie, o ile nie zaznaczono inaczej.
NCAA
- Uczestniczka:
  - NCAA Final Four (1999)
  - rozgrywek Elite Eight turnieju NCAA (2000)
- Mistrzyni:
  - turnieju konferencji Sun Belt (1999, 2000)
  - sezonu regularnego konferencji Sun Belt (1999, 2000)

WNBA
- Mistrzyni WNBA (2004)
- MVP finałów WNBA (2004)[4]
- Debiutantka roku WNBA (2000)[5]
- Zaliczona do II składu WNBA (2000)
- Uczestniczka meczu gwiazd WNBA (2000)
- Laureatka WNBA’s Community Assist Award (czerwiec 2006 – za działalność charytatywną)

Drużynowe
- Mistrzyni Cypru (2008)
- Wicemistrzyni  Polski (2007)
- Zdobywczyni pucharu:
  - Polski (2007)
  - Cypru (2008)

Indywidualne
- MVP kolejki FGE (1, 3. ćwierćfinały – 2006/2007)[6][7]
- Liderka strzelczyń ligi rosyjskiej (2008, 2009)[8]
- Zaliczona do składu Honorable Mention ligi rosyjskiej (2009 przez eurobasket.com)[8]
- Woman of the Year at the 2016 Women of Distinction Awards[9]